# Кінематограф Єгипту
Кінематограф Єгипту — галузь культури і економіки Єгипту, що займається виробництвом і демонстрацією фільмів глядачам.

## Історія
Порівняно з більшістю інших африканських країн, кінематограф в Єгипті почав розвиватися досить рано. Александрія стала першим містом, де з'явився кінотеатр. Це сталося в 1896 році, глядачам демонструвалися картини німецьких, французьких, американських кіностудій. Власне виробництво почалося зі створення хронікальних фільмів. Перший постановочний фільм з'являється в 1917 році — «На краю прірви», в 1918 — «Зірвана троянда». Перша кіностудія так само створюється в Александрії: брати Лама, Ібрагім і Бадр, ліванці за походженням, відкривають її в передмісті Александрії в 1926 році і на наступний рік там знімають фільм «В пустелі».
Народженням єгипетського кінематографа вважається 16 листопада 1927 року — день, коли відбувся показ фільму «Лейла» режисера Ахмеда Галаля, після чого починається регулярне виробництво кінокартин. 1931 рік відзначений виходом першого звукового фільму «Пісня серця» (араб. أنشودة الفؤاد Ounchoudat al-fouad) режисера Давлат Абяд і Надра, який поклав початок цілій епосі музичних фільмів Єгипту, серед перших з яких були «Біла троянда» (1933, режисер Мухаммед Карім), «Ведад» (1935, режисер Ф. Крампф) та ін.
У 1935 році в Каїрі відкривається кіностудія «Міср». З подальшим відкриттям кіностудій «Лама» (1936), «Насібіан» (1937) центр єгипетського кінематографа остаточно переміщається в Каїр. Уряд намагається сприяти розвитку національного кінематографа, у 1938 році виходить «добро — благо» (Pc fi khair) Мустафи Ніязи, а в 1939 — «Воля» Камаля Селіма, які стають першими стрічками реалістичного кіно в Єгипті.
У 1940-х роках починається екранізація класиків і творів єгипетських письменників. Втілення на екрані знайшли «Знедолені» Віктора Гюго (однойменний фільм 1944 року, El Boassa), «Ромео і Джульєтта» Вільяма Шекспіра («Мученики любові» 1944) Камаля Селіма. Перші історичні фільми за сюжетами трагедій Ахмеда Шаукі «Антар і Абла» (1945) і «Пригоди Антара і Абли» (1947) поставлені режисером Мустафою Ніязи.
У 1950-х роках кінематограф Єгипту виходить на міжнародну арену завдяки творчості Юсефа Шахіна і Салаха Абу Сейфа.